# O-Shen
O-Shen, właśc. Jason Hershey (ur. 1978 w Spokane) – amerykański muzyk reggae, który wychował się w Papui-Nowej Gwinei. Swoje utwory wykonuje w języku tok pisin. 

## Życiorys
Do 15 roku życia wychowywał się we wsi Butaweng w północnej Papui-Nowej Gwinei, gdzie jego rodzice przebywali na misji medycznej.
W 2001 r. jego debiutancki album studyjny pt. Iron Youth otrzymał hawajską nagrodę Nā Hōkū Hanohano.
Jego utwór „Throw Away the Guns” z albumu Rascal in Paradise został wykorzystany w filmie 50 pierwszych randek (2004).